# Wolos
Wolos (gr. Βόλος, starożytne Jolkos) − miasto w Grecji, w administracji zdecentralizowanej Tesalia-Grecja Środkowa, w regionie Tesalia, w jednostce regionalnej Magnezja, położone nad zatoką Morza Egejskiego. Siedziba gminy Wolos. W 2011 roku liczyło 86 046 mieszkańców. Leży 326 kilometrów na północ od stolicy Grecji, Aten.

## Historia
Miasto leży na terenie ruin starożytnych miast Demetrias, Pagasae i Jolkos. W swojej historii miasto często przechodziło z rąk do rąk, wchodząc m.in. w skład Wielkiej Serbii cara Stefana Urosza IV Duszana, Bizancjum oraz Imperium osmańskiego. W 1881 roku miasto włączono do młodego państwa greckiego i od tego okresu datuje się jego błyskawiczny rozwój. Liczyło wówczas niecałe 5 000 mieszkańców, a w roku 1920 już 30 000. Miasto często nawiedzane jest przez trzęsienia ziemi, najgroźniejsze z nich miało miejsce w latach 1954–1955. W październiku 2006 roku miasto zalane zostało przez powódź.

## Przemysł
Trzeci pod względem wielkości port grecki. W mieście rozwinął się przemysł włókienniczy, metalowy, cementowy, maszynowy oraz spożywczy. Ponadto ludność miasta zajmuje się rybołówstwem.

## Transport
W pobliżu miasta znajduje się port lotniczy Nea Anchialos. Do miasta można dojechać autostradą E75. Wolos utrzymuje też połączenia kolejowe z Atenami, Salonikami i Larissą.

## Relacje międzynarodowe
W mieście funkcjonują konsulaty kilku europejskich państw, m.in. Włoch, Francji, Belgii, Niemiec, Danii i Holandii. 

Miastami partnerskimi Wolos są: Le Mans, Plewen, Rostów nad Donem, Smederevo, Soczi i Antofagasta.

## Sport
- Olympiakos Wolos, klub piłkarski,
- Niki Wolos, klub piłkarski,

## Ludzie związani z miastem
- Olga Wasdeki, lekkoatletka,
- Paraskiewi Tsiamita, lekkoatletka,
- Vangelis, twórca muzyki elektronicznej i filmowej,
- Wasilis Polimeros, wioślarz,
- Fedon Gizikis, prezydent Grecji w latach 1973–1974,
- Giorgio de Chirico, malarz,

## Miasta partnerskie
- Le Mans, Francja
- Rostów nad Donem, Rosja
- Soczi, Rosja
- Plewen, Bułgaria
- Smederevo, Serbia
- Antofagasta, Chile